# Tinguatón
Tinguatón är en ort i Spanien.   Den ligger i provinsen Provincia de Las Palmas och regionen Kanarieöarna, i den sydvästra delen av landet, 1 600 km sydväst om huvudstaden Madrid. Tinguatón ligger 247 meter över havet och antalet invånare är 760. Den ligger på ön Lanzarote.
Terrängen runt Tinguatón är varierad, och sluttar norrut. Runt Tinguatón är det ganska tätbefolkat, med 199 invånare per kvadratkilometer. Närmaste större samhälle är Arrecife, 17,0 km sydost om Tinguatón. Trakten runt Tinguatón är ofruktbar med lite eller ingen växtlighet.